# Amstallit
Das Mineral Amstallit ist ein sehr selten vorkommendes Kettensilikat aus der Mineralklasse der „Silikate und Germanate“. Es kristallisiert im monoklinen Kristallsystem mit der idealisierten Zusammensetzung CaAl2Si3O8(OH)4 · H2O oder auch CaAl[(OH)2|AlSi3O8(OH)2] · H2O (kristallchemische Strukturformel) und damit chemisch gesehen ein komplex zusammengesetztes und wasserhaltiges Calcium-Aluminium-Silikat.
Amstallit entwickelt farblose und durchsichtige bis durchscheinende Kristalle mit nadeligem bis prismatischem Habitus, die im Allgemeinen rechtwinklig zur c-Achse gestreckt und gestreift sind.

## Etymologie und Geschichte
Erstmals entdeckt wurde Amstallit bei Amstall, genauer im Weinberger Graphitbergbaugebiet bei Mühldorf in Niederösterreich. Die Analyse und Erstbeschreibung erfolgte durch R. Quint, der das Mineral nach dessen Typlokalität benannte. Quint sandte seine Untersuchungsergebnisse und den gewählten Namen 1986 zur Prüfung an die International Mineralogical Association (interne Eingangsnummer der IMA: 1986-030), die den Amstallit als eigenständige Mineralart anerkannte. Die seit 2021 ebenfalls von der IMA/CNMNC anerkannte Kurzbezeichnung (auch Mineral-Symbol) von MineralName lautet „Ams“.
Das Typmaterial des Minerals wird im Institut für Mineralogie und Kristallographie der Universität Wien sowie im Naturhistorischen Museum Wien (NHM) unter der Katalognummer M455 (CT) aufbewahrt.

## Klassifikation
Da der Amstallit erst 1986 als eigenständiges Mineral anerkannt wurde, ist er in der zuletzt 1977 überarbeiteten 8. Auflage der Mineralsystematik nach Strunz noch nicht verzeichnet.
In der zuletzt 2018 überarbeiteten Lapis-Systematik nach Stefan Weiß, die formal auf der alten Systematik von Karl Hugo Strunz in der 8. Auflage basiert, erhielt das Mineral die System- und Mineralnummer VIII/G.07-040. Dies entspricht der Klasse der „Silikate“ und dort der Abteilung „Übergangsstrukturen von Ketten- zu Schichtsilikaten“, wo Amstallit zusammen mit Alflarsenit, Bavenit, Bohseit, Chiavennit, Ferrochiavennit, Prehnit, Rudenkoit und Tvedalit eine unbenannte Gruppe mit der Systemnummer VIII/G.07 bildet.
Die von der IMA zuletzt 2009 aktualisierte 9. Auflage der Strunz’schen Mineralsystematik ordnet den Amstallit in die erweiterte Klasse der „Silikate und Germanate“ und dort in die Abteilung der „Ketten- und Bandsilikate (Inosilikate)“ ein. Diese ist weiter unterteilt nach der Struktur der Ketten bzw. Bänder, so dass das Mineral entsprechend seinem Aufbau in der Unterabteilung „Übergangsstrukturen Ketten- und Bandsilikate – Schichtsilikate“ zu finden ist, wo es als einziges Mitglied eine unbenannte Gruppe mit der Systemnummer 9.DP.25 bildet.
In der vorwiegend im englischen Sprachraum gebräuchlichen Systematik der Minerale nach Dana hat Amstallit die System- und Mineralnummer 72.01.04.01. Dies entspricht der Klasse der „Silikate“ und dort der Abteilung der „Schichtsilikate: Zweidimensionale unbegrenzte Lagen mit anderen als sechsgliedrigen Ringen“. Hier ist er zusammen mit Rudenkoit in einer unbenannten Gruppe mit der Systemnummer 72.01.04 innerhalb der Unterabteilung „Schichtsilikate: Zweidimensionale unbegrenzte Lagen mit anderen als sechsgliedrigen Ringen: 4-gliedrige Ringe“ zu finden.

## Kristallstruktur
Amstallit kristallisiert monoklin in der Raumgruppe C2/c (Raumgruppen-Nr. 15) mit den Gitterparametern a = 18,83 Å; b = 11,52 Å; c = 5,19 Å und β = 100,9° sowie 4 Formeleinheiten pro Elementarzelle.

## Bildung und Fundorte
Amstallit bildet sich in Pegmatitschlieren im Graphitschiefer und ist dort meist in Paragenese mit Plagioklasen und Kalifeldspat sowie Quarz, Apatit, Rutil, Siderit, Albit, Laumontit, Calcit und/oder Vivianit zu finden.
Bisher (Stand: 2011) konnte Amstallit nur an seiner Typlokalität Amstall in Österreich nachgewiesen werden.